# Idan Matalon
Idan Matalon (en hebreo: עידן מטלון‎, Rishon Lezion, Israel, 1 de noviembre de 1988) es un videobloguero, periodista, productor de audio y video, modelo, y ejecutivo de negocios. Actualmente es columnista del sitio web israelí mako, también es vicepresidente de marketing para Moovz (una red social global LGBT). En 2010 después de terminar su servicio militar, Matalon empezó con el video blogging, más tarde Out Traveler lo describiría como una “estrella del playback en internet”. Como modelo, personalidad del internet, o activista gay ha sido presentado en muchas revistas como NRG, À cause des garçons, Stubborn Magazine, Nexter, y MyGayTrip, que lo contrató en el 2012 para desempeñarse como la cara principal de su publicidad. En abril de 2012 la publicación Shalon Life lo nombró número 20 en su lista de los 50 hombres judíos más Candentes.

## Primeros años
Nació en Rishon Lezion, Israel. Pasó su infancia en la casa de sus padres en Gan Yavne, un pueblo cerca de la ciudad de Ashdod. Cuando tenía 16 años empezó a realizar playback (lip syncing) de canciones pop y a subir los videos a YouTube, solo para conseguir que le cerraran su cuenta por cuestiones de derechos de autor. Durante su adolescencia se unió al Ejército Israelí, y después de trabajar en diferentes puestos, se mudó a Tel Aviv en el 2010.

## Carrera

### 2010-12: Primeros video y modelado
De acuerdo con Gay.net, fue alrededor del 2010 cuando Matalon de nuevo comenzó a subir videos hechos por el a YouTube, a menudo de él y sus amigos haciendo playback de canciones pop alrededor de Tel Aviv. A medida que los videos se hacían más populares, Out Traveler lo apodó una “estrella del playback en internet”, describiendo uno de sus típicos videos como “[Matalon] bailado por las esquinas de las calles de Tel Aviv haciendo playback de canciones pop coreanas”. Matalon continuó subiendo videos en el 2012, y también comenzó a filmar entrevistas en la calle y a hablar sobre diversos temas. Alrededor del 2012 también se encontraba trabajando como propietario de una línea compartida (party line) en el club Evita, como coordinador juvenil en el centro comunitario Bat Yam, y como coordinador de las escuelas de preparación militar en Bat Yam.
A medida que obtuvo más atención, Matalon fue abordado por varias publicaciones para trabajar como modelo. En Francia ha aparecido en publicaciones como À cause des garçons,
 Stubborn Magazine, y MyGayTrip, está última también lo contrato en el 2012 para desempeñarse como la cara principal de su publicidad. Con el fundador de MyGayTrip, Matthew Jost, apodándolo la “musa” de su sitio web, Matalon apareció posteriormente como el modelo principal en una serie de anuncios de página completa en Tetu. También ha sido cubierto por publicaciones en Canadá, los Estados Unidos, México, e Israel, y en el 2012 fue presentado en un artículo de NRG. En abril del 2012 la publicación Shalom Life lo nombró el número 20 en su lista de los 50 Hombres Judíos Más Candentes, más tarde ese mismo año, un video compilado por Matalon fue presentado en la revista Nexter.

### 2012: "Love Fest Tel Aviv"
Matalon debutó en su primer video musical, “Love Fest Tel Aviv”, en Ynet en diciembre de 2012. Con la participación de Lihi Admon y Sean Barkat, el sencillo fue lanzado oficialmente el 21 de diciembre de 2012. Matalon declaró a Ynet que el video estaba dedicado a la cultura abierta de Tel Aviv, con el mensaje de que Tel Aviv es una ciudad de libertad y amor.

### 2012-14: Moovz y mako
A partir del 2012 se convirtió en un columnista sobre los temas LGBT para mako, un sitio web operado por Keshet Broadcasting. Tanto en video como en texto ha cubierto los temas como VIH y el Día Mundial del sida, normas de género, y la comunidad gay en Tel Aviv. A partir del 2013 también ha continuado realizado su video blog de forma independiente, y a finales del 2013 produjo un video donde expresaba su apoyo por la comunidad gay en Israel. El sitio web mexicano SDPNoticias.com lo nombró el número tres de los 5 Principales Blogueros Gay del 2013, y en octubre de 2013 fue presentado como el modelo de la portada de la Revista Betún de México. Fue nombrado uno de “los 10 principales defensores de Israel” en el 2013 por el blog canadiense SizeDoesn'tMatter.
Matalon se unió en el 2012 a la iniciativa israelí Interacting Technology como su vicepresidente de marketing, con Matalon trabajando en las campañas de marketing y administrando a los “embajadores de marca” para la red social global MOOVSZ, que es propiedad de Interacting. En abril de 2013 organizó un evento para apoyar a Moovz en Israel, con la participación de 15 “embajadores” internacionales. Matalon también ha producido videos para la compañía, y viajó en julio de 2013 a 15 países durante 28 días para la campaña oficial de Moovz. En mayo de 2014, Divany de Hungría reportó que Moovz había sido apodado por los periodistas como “el Facebook gay”. En agosto de 2014 Matalon fue entrevistado por la publicación húngara SZombat.

## Vida personal
Abiertamente declarado gay.  Tras el estallido del conflicto en Gaza en 2023, Matalon intensificó su actividad en redes sociales como parte de campañas institucionales orientadas a reforzar la imagen internacional del Estado de Israel, alineándose con discursos propios del sionismo oficial y evitando referencias a las denuncias de organizaciones humanitarias sobre la situación en Palestina.
.

## Discografía

### Sencillos
| Año  | Título                                              | Álbum          | Detalles de lanzamiento      |
| ---- | --------------------------------------------------- | -------------- | ---------------------------- |
| 2012 | "Love Fest Tel Aviv" (con Lihi Admon y Sean Barkat) | Único sencillo | Autopublicado (Dec 31, 2012) |

El 8 de febrero de 2020, Idan Matalon lanzó una canción LGBT en español en Youtube, titulada Me Vale

## Lectura adicional
Entrevistas
- «"La Sensación de YouTube, Idan Matalon, dedica su vida al playback"». Gay.net. 8 de marzo de 2012. Archivado desde el original el 3 de enero de 2015. Consultado el 17 de enero de 2015. (Inglés)
- «"El SDM conoce de cerca y de forma personal a la sensación israelí de YouTube, Idan Matalon"». SDM. 12 de abril de 2012. (Inglés)